# Abdul Latif Sharif
Abdul Latif Sharif (Caïro, 1947 - Chihuahua, 1 juni 2006) was een Egyptisch-Amerikaans scheikundige en seriemoordenaar. Hij is een van de belangrijkste verdachten van de moorden in Ciudad Juárez.
Sharif emigreerde in 1970 naar de Verenigde Staten als goed betaalde onderzoekschemicus bij verschillende Amerikaanse bedrijven. Van sommige van die bedrijven werd gezegd dat ze hem door middel van beschuldigingen van verkrachting en moord, onder de duim probeerden te houden. In 1984 werd hij tot 12 jaar gevangenisstraf veroordeeld wegens verkrachting, maar in 1989 werd hij wegens goed gedrag vrijgelaten. Korte tijd later verkrachtte hij nog iemand, waarna hij vluchtte naar Ciudad Juárez in Mexico. Sinds begin jaren 90 werd Ciudad Juárez geteisterd door honderden moorden op vrouwen, waarvan de lichamen in de woestijn rond de stad werden aangetroffen, door zijn verleden en de toevallige samenkomst van omstandigheden maakte hij zich verdacht. In 1995 werd Sharif in Mexico gearresteerd en tot 30 jaar gevangenisstraf veroordeeld.
Na Sharifs arrestatie gingen de moorden door, waarmee duidelijk werd dat hij niet de enige schuldige is voor de moorden in Ciudad Juárez. Hij overleed in 2006 door natuurlijke oorzaken in de zwaarbeveiligde gevangenis in Ciudad Juárez.